# Mixia osmundae
Mixia osmundae ist eine Art der Ständerpilze (Basidiomycota), die an Königsfarnen (Osmunda) parasitiert. Die Art bildet alleine die Klasse Mixiomycetes.

## Merkmale und Lebensweise
Mixia osmundae ist dimorphisch, wächst also hefenartig und mit Hyphen. Die Sporen werden ausgeschleudert, allerdings ist nicht geklärt, ob es sich um Meio- oder Mitosporen handelt. Die Hyphen sind vielkernig und besitzen wenige Septen.
Im Wirtsgewebe wachsen die Hyphen entlang der Zelloberfläche des Wirts, die Wirtszellwände sind im Kontaktbereich verdickt. Unter der Cuticula der Blattober- wie -unterseite bilden die Hyphen große, sackartige Schwellungen. Von diesen wachsen sporogene Zellen empor. Die zahlreichen Sporen werden exogen gebildet, simultan und enteroblastisch.

## Systematik
Die Mixiomycetes sind innerhalb der Pucciniomycotina die Schwestergruppe der Agaricostilbomycetes.
Sie umfassen lediglich eine Ordnung mit einer einzigen Art:
- Mixiomycetes
  - Mixiales
    - Mixiaceae
      - Mixia
        - Mixia osmundae

Die Art wurde bis in die 1990er Jahre zu den Schlauchpilzen gezählt. Innerhalb der Pucciniomycotina steht sie isoliert und ist mit keiner Gruppe näher verwandt.